# 卡特穆

卡特穆（西班牙語：Catemu），是智利的城市，位於該國中部瓦爾帕萊索大區的聖費利佩德阿空加瓜省，面積361.6平方公里，海拔高度768米，2012年人口13,285人，人口密度每平方公里37人。
32°52′58″S 70°38′54″W / 32.88278°S 70.64833°W